# Han Drijver

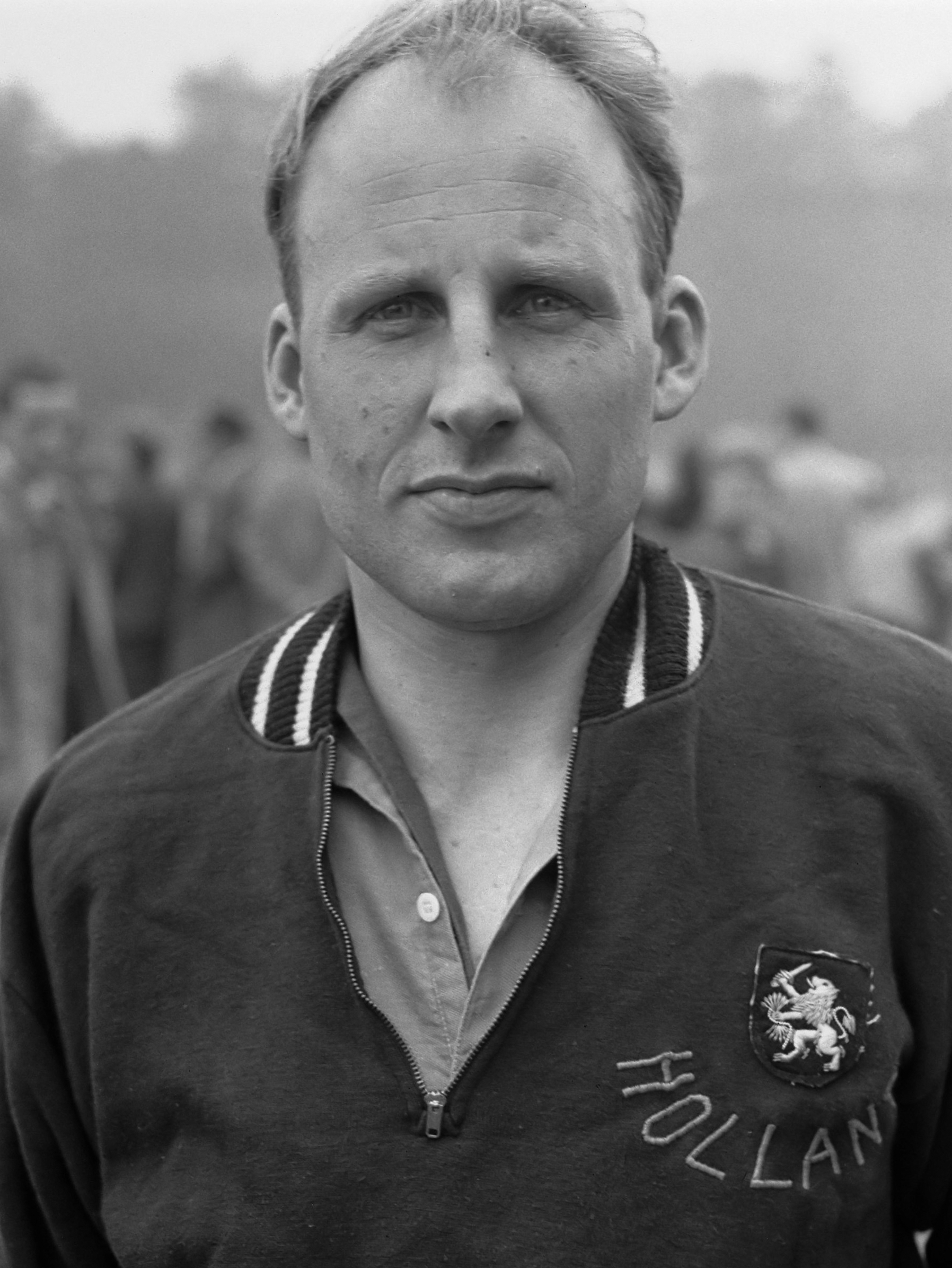
Han Drijver (1956)

Johan Frederik „Han“ Drijver (* 11. März 1927 in Eindhoven; † 10. Oktober 1986 in Vlaardingen) war ein niederländischer Hockeyspieler, der bei den Olympischen Spielen 1948 die Bronzemedaille und bei den Olympischen Spielen 1952 die Silbermedaille gewann.

## Karriere
Han Drijver spielte als Verteidiger für Tot Ons Genoegen Opgericht aus Den Haag (heute aufgegangen im HC Klein Zwitserland). Seine Spezialität war die Verteidigung der eigenen Torlinie bei Strafecken.
1948 bei den Olympischen Spielen in London belegten die Niederländer in der Vorrunde den zweiten Platz hinter der pakistanischen Mannschaft, wobei Pakistan das Spiel gegen die Niederlande mit 6:1 gewonnen hatte. Im Halbfinale setzte sich die indische Mannschaft gegen die Niederländer durch, die britische Mannschaft besiegte Pakistan. Das erste Spiel um Bronze zwischen den Niederlanden und Pakistan endete 1:1, im Wiederholungsspiel gewannen die Niederländer mit 4:1 und erhielten die Bronzemedaille.
Bei den Olympischen Spielen 1952 in Helsinki nahmen nur zwölf Mannschaften am Hockeyturnier teil. In der ersten Runde erhielten vier Mannschaften ein Freilos, darunter die Niederländer. Im Viertelfinale besiegten die Niederländer die deutsche Mannschaft mit 1:0. Ebenfalls mit 1:0 endete das Halbfinale gegen die pakistanische Mannschaft. Im Finale unterlagen die Niederländer der indischen Mannschaft mit 1:6.
1956 hätte Drijver noch einmal an Olympischen Spielen teilnehmen sollen. Aber nach dem Volksaufstand in Ungarn boykottierten die Niederlande die Spiele in Melbourne. Han Drijver starb 1986 an den Folgen eines Autounfalls.